# Psylliodes wachsmanni
Psylliodes wachsmanni es una especie de insecto coleóptero de la familia Chrysomelidae.
Fue descrita científicamente en 1903 por Csiki.